# Alliberament de la dona

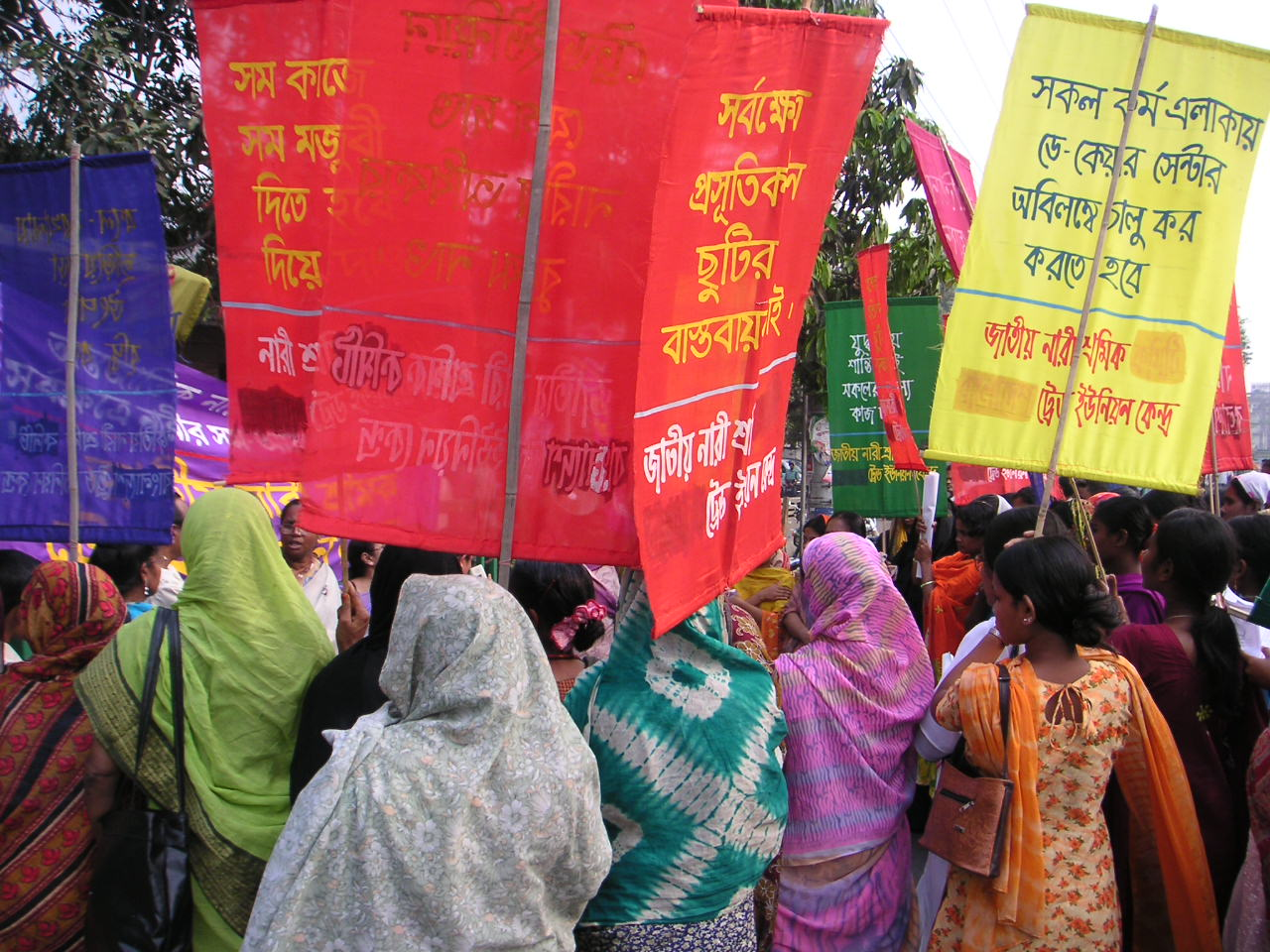
Celebració del 8 de març a Dhaka, organitzada per un sindicat de dones treballadores de Bangladesh.

L'alliberament de la dona és un concepte propi de la historiografia, la sociologia, l'antropologia i altres ciències socials que es refereix al procés històric pel que les dones han reivindicat i obtingut a molts països, tot i que no a tots, la igualtat legal, política, professional, social, familiar i personal que havien tingut negats tradicionalment.
Com que cal veure tots els vessants de la qüestió des d'un punt de vista global, s'ha generat una disciplina científica transversal nova entorn de la dona, que ha rebut el nom d'estudis de gènere (de l'anglès gender studies).

## Història de l'emancipació femenina
Amb el nom d'alliberament o emancipació de la dona es designa un procés històric o moviment social que des de finals del segle xviii ha estat reivindicant els drets de la dona i la igualtat de sexes cap a l'objectiu de l'alliberament o emancipació de la condició femenina que, durant tota la història, en totes les civilitzacions, ha estat de subordinació a l'home.
Una primera fita important d'aquesta lluita és la Declaració dels drets de la dona i de la ciutadana, que la revolució francesa va proclamar com a alternativa a la Declaració dels drets de l'home i del ciutadà. La segona fita aconseguida és el sufragi femení, al principi del segle xx. I, finalment, l'esclat de la revolució sexual cap al final del segle xx. En l'actualitat, tot i que sembla que ja estigui tot fet, les dones segueixen lluitant per completar i fer efectiva la seva igualtat amb els homes, especialment en el món laboral, ja que la incorporació de la dona a les feines fora de la llar sovint genera interferències amb la maternitat; de fet, es produeix "una forta correlació negativa entre la natalitat i la incorporació de la dona a la feina".
Fins aquí la història. El mite del matriarcat no reflecteix una suposada realitat històrica de predomini de les dones, sinó una realitat antropològica molt diferent i, en tot cas, molt limitada a petites cultures aïllades sense gaire significació i, de fet, poc evolucionades.

## Del dret de vot a l'equiparació

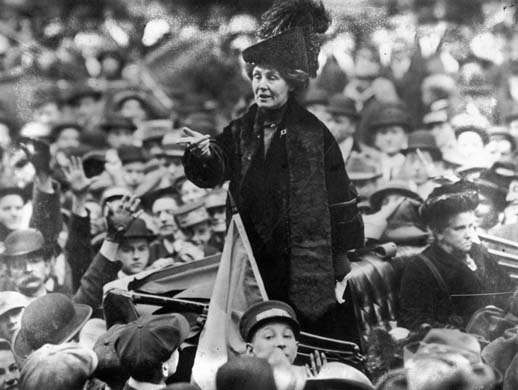
Emmeline Pankhurst, líder del moviment sufragista britànic, el 1913.

El sufragisme de finals del segle xix, que finalment va poder conquerir el sufragi femení (Convenció sobre els drets polítics de les dones), va ser l'embrió del feminisme del segle xx, que tenia objectius molt més amplis, fins a l'equiparació amb els homes en tots els àmbits. L'any 1975 fou declarat Any internacional de la dona per l'ONU, i per aquella època la major part dels països van promoure l'equiparació legal entre les dones i els homes. A l'estat espanyol, mitjançant la Constitució de 1978. Des de finals del segle xx, el nou objectiu ha estat la realització material d'aquest principi legal per mitjà de polítiques actives com ara la denominada discriminació positiva.